# Sepsina copei
Espèce
Sepsina copei est une espèce de sauriens de la famille des Scincidae.

## Répartition
Cette espèce est endémique d'Angola.

## Taxinomie
Le statut de cette espèce n'est pas clair.

## Étymologie
Cette espèce est nommée en l'honneur d'Edward Drinker Cope.

## Publication originale
- Bocage, 1873 : Melanges erpetologiques. II. Sur quelques reptiles et batraciens nouveaux, rares ou peu connus d‘Afrique occidentale. Jornal de Sciencias Mathematicas, Physicas e Naturaes Academia Real das Sciencias de Lisboa, vol. 4, p. 209-227 (texte intégral).